# IC 1084
IC 1084 ist eine elliptische Galaxie vom Hubble-Typ E im Sternbild Waage am Südsternhimmel. Sie ist rund 96 Millionen Lichtjahre von der Milchstraße entfernt.
Das Objekt wurde am 30. März 1887 von Francis Leavenworth entdeckt.